# Lazurnik krótkoogonowy
Lazurnik krótkoogonowy, scynk krótkoogonowy (Tiliqua rugosa) – gatunek jaszczurki z rodziny scynkowatych (Scincidae). Jaszczurki z rodziny scynkowatych, do której należy opisywany gatunek, to kosmopolityczna grupa zwierząt, której przedstawiciele występują na wszystkich kontynentach, z wyjątkiem Antarktyki, oraz na wielu wyspach oceanicznych.

## Opis
Tiliqua rugosa, osiąga długość około 300 mm. Jego ciało jest ciężko opancerzone dużymi, nieregularnymi łuskami. Głowa ma charakterystyczny trójkątny kształt, ogon jest bardzo krótki i gruby. Grzbiet ubarwiony na kolor ciemnobrązowy, czarny lub szary. Często występuje nieregularne nakrapianie lub lekkie pasma jaśniejszych kolorów. Powierzchnia brzuszna biała lub kremowa z ciemnymi plamami. Niebieski, szeroki, mięsisty język wysuwany w sytuacji zagrożenia.

## Występowanie
Scynk krótkoogonowy powszechnie występuje w zachodnich, południowych i wschodnich obszarach Australii. Zamieszkuje następujące stany: zachodnia i południowa Australia Zachodnia, południowa Australia Południowa, Wiktoria i Nowa Południowa Walia z wyjątkiem obszarów przybrzeżnych, południowy i środkowy Queensland.

## Ekologia

### Tryb życia
Osobniki scynka krótkoogonowego zamieszkują tereny lesiste, otwarte lasy, porośnięte drzewami tereny uprawne, tereny krzewiaste oraz obszary mieszkalne. Preferuje nizinne tereny lasów eukaliptusowych wśród rzadkiego podszycia, rozrzuconych, drobnych skał, opadniętego drewna i liści oraz ściółki. Tiliqua rugosa prowadzi dzienny tryb życia, porusza się powoli, a w czasie spoczynku ukrywa się wśród niskiej roślinności, ściółki i opadniętego drewna. Kryje się w dużych szczelinach i otworach w ziemi np. w norach innych zwierząt.

### Odżywianie
Jest organizmem wszystkożernym. Żywi się kwiatami, owocami, miękkimi liśćmi i grzybami. Jego pokarm stanowią również małe stawonogi, ślimaki, niekiedy padlina czy małe jaja ptaków.

### Zachowanie
Okres godowy przypada na wiosnę. Osobniki często parują się z tym samym partnerem każdego roku. Samica rodzi od jednego do trzech (najczęściej dwójkę) młodych późnym latem lub wczesną jesienią.  Często nosi obfite brzemię kleszczy Aponomma hydrosauri, które mogą powodować niewielkie szkody. W razie zagrożenia nadyma swoje ciało i wydaje z siebie głośny syk z szeroko otwartą paszczą i wysuniętym, niebieskim językiem. W odróżnieniu od innych scynków, w sytuacji zagrożenia nie potrafi odrzucać krótkiego, krępego ogona. Według niektórych kształt ogona, przypominający głowę osobnika, może jednak powodować chwilową dezorientację potencjalnego drapieżnika i pozwalać na szybką ucieczkę.

## Znaczenie w ochronie i gospodarce
Tiliqua rugosa nie jest kwalifikowany jako gatunek zagrożony. Nie ma także wielu naturalnych wrogów. Uznany przez Aborygenów za dobre źródło pokarmu. Kilka plemion na południu Australii wykorzystywało go w celach medycznych. Uważa się, że zabijają i zjadają węże, które nie zaliczają się do jego diety. Odgrywa również niewielką rolę w światowym handlu zoologicznym. Obecnie wywóz tego gatunku poza granicę Australii jest zakazany, ale istnieje kilka par produkujących nowe okazy do prywatnych kolekcji. Cena za nie jest wysoka i bardzo ciężko jest się na nie natknąć. Żaden negatywny wpływ tego gatunku na człowieka nie został odnotowany.